# Pinacosterna
Pinacosterna – rodzaj chrząszczy z rodziny kózkowatych i podrodziny zgrzypikowych. 

## Zasięg występowania
Przedstawiciele tego rodzaju występują w Afryce od Republiki Środkowoafrykańskiej na płn. po Zambię na płd..

## Systematyka
Do Pinacosterna zaliczane są 4 gatunki:
- Pinacosterna mechowi
- Pinacosterna mimica
- Pinacosterna nachtigali
- Pinacosterna weymanni